# Manulea rigida
Manulea rigida är en flenörtsväxtart som beskrevs av George Bentham. Manulea rigida ingår i släktet Manulea och familjen flenörtsväxter. Inga underarter finns listade i Catalogue of Life.